# Autinmara
Autinmara era un aborigen benahoarita de la isla de La Palma en tiempos de la conquista europea de las islas Canarias en el siglo xv.
Algunos autores traducen el nombre como 'hijo de los reconocimientos', apareciendo en la documentación también con las variantes gráficas Autimara, Dutinamara y Dutinmara.
Según el historiador Juan de Abreu Galindo, Autinmara era el valido de Temiaba, rey o jefe del bando de Tagaragre —que se corresponde aproximadamente con el moderno término municipal de Barlovento—, puesto que este era «hombre de poco ánimo». En la práctica, era Autinmara quien gobernaba el cantón a la llegada de las tropas conquistadoras castellanas bajo el mando del capitán Alonso Fernández de Lugo en 1492.